# Université préfectorale de médecine de Wakayama

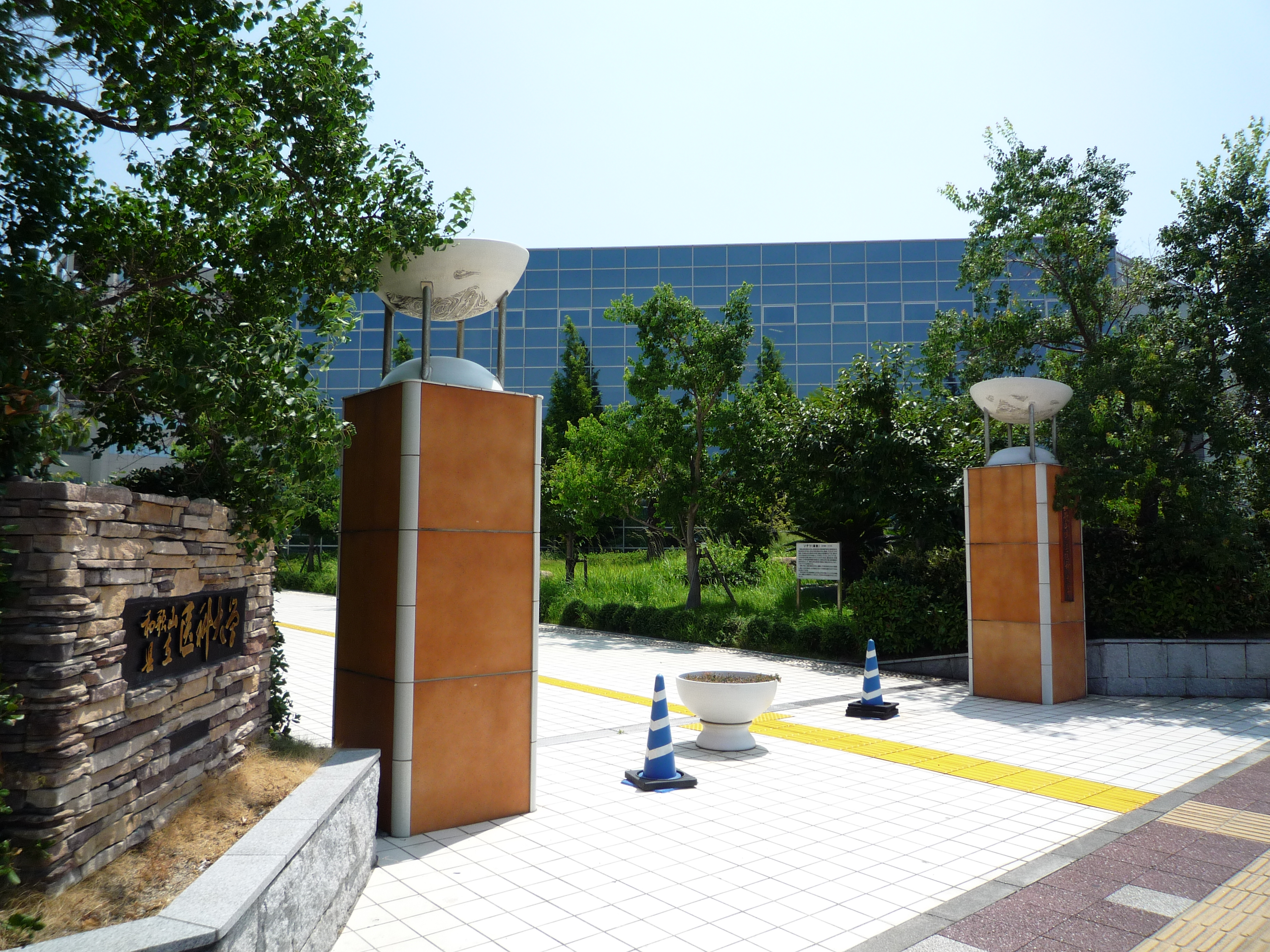
Université préfectorale de médecine de Wakayama

L'université préfectorale de médecine de Wakayama (和歌山県立医科大学, Wakayama kenritsu ika daigaku) est une université publique située à Wakayama au Japon. L'établissement prédécesseur de l'école est fondé en 1945, et le statut d'université lui est accordé en 1948.

## Source
- (en) Cet article est partiellement ou en totalité issu de l’article de Wikipédia en anglais intitulé « Wakayama Medical University » (voir la liste des auteurs).